# Mellac
 Mellac  (en bretón Mellag) es una población y comuna francesa, situada en la región de Bretaña, departamento de Finisterre, en el distrito de Quimper y cantón de Quimperlé.

## Demografía
| 1283 | 1390 | 1638 | 1855 | 2192 | 2314 |
| Para los censos de 1962 a 1999 la población legal corresponde a la población sin duplicidades (Fuente: INSEE [Consultar]) |      |      |      |      |      |